# Château de Villemorien
Le château de Villemorien est un château situé à Villemorien, en France.

## Description
Autour du bâtiment d'habitation, se trouve une cour d'honneur et d'un verger, un potager, une orangerie et un jardin avec une partie à la française, une à l'anglaise et des bois. Le parc fait 13ha 20a.
Aujourd’hui, le château de Villemorien accueille des événements privés sur réservation.

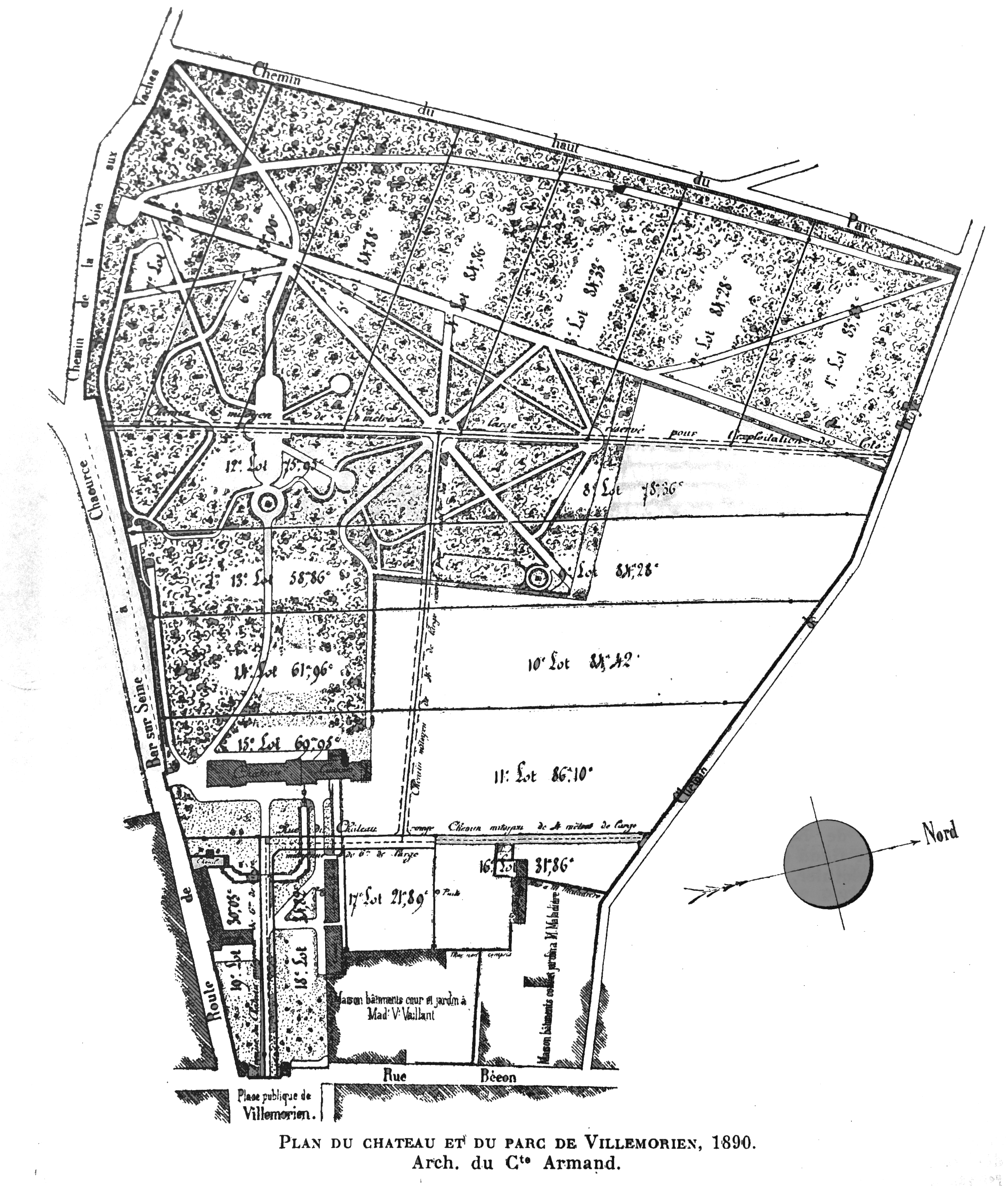
Son parc, dessin de 1890,
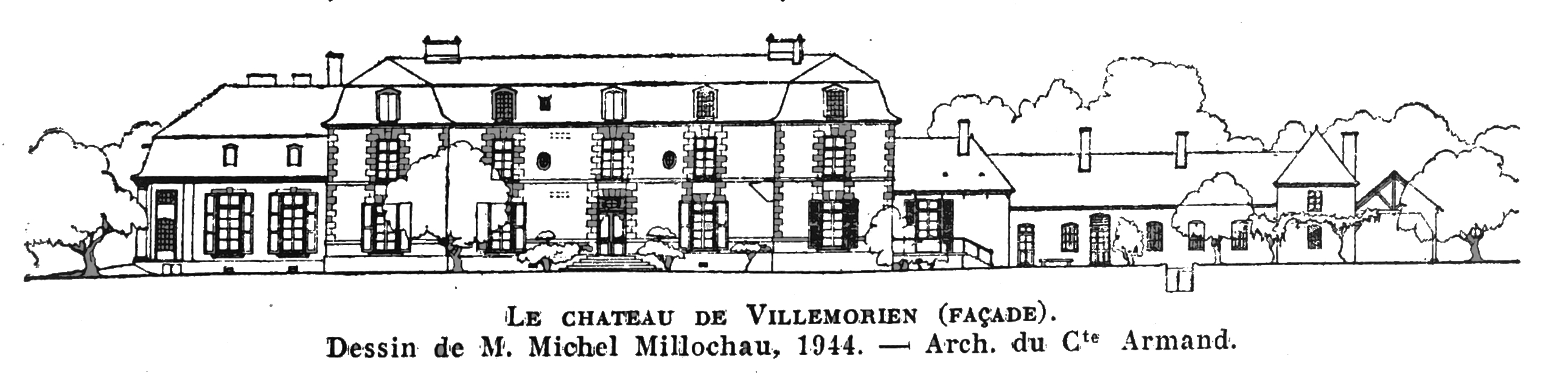
face sur cour.

## Localisation
Le château est situé sur la commune de Villemorien, dans le département français de l'Aube.

## Historique
La construction actuelle est du XVIIIe siècle. Le fut la possession de Bénigne-André Legendre de VilleMorien qui y aménageait le parc, mais il fut aussi le refuge de Hubert Robert après sa libération des prisons de la Révolution, il y avait un ensemble paysages de ruines animées de personnages de Humbert Robert qui furent vendus en 1868.
L'édifice est inscrit au titre des monuments historiques en 1987 et classé en 1990.